# Kōrei
Cesarz Kōrei (jap. 孝霊天皇 Kōrei tennō) – 7. cesarz Japonii, według tradycyjnego porządku dziedziczenia.
W roku 317 p.n.e. został oficjalnie uznany za następcę tronu. Według Kojiki i Nihon-shoki jego imię przed objęciem władzy brzmiało Ooyamatonekohikofutoni no Mikoto (zapisywane 大日本根子彦太瓊尊 w Nihon-shoki, a 大倭根子日子賦斗邇命 w Kojiki).
Kōrei panował w latach 290–215 p.n.e.
Za jego panowania siedzibą cesarza był pałac Kuroda no Ioto no Miya (jap. 黒田庵戸宮) w Tawaramoto w prefekturze Nara. Według Kojiki dożył 106 lat, według Nihon-shoki – 128. Przypuszcza się, że długość życia cesarza była mierzona według półrocznego kalendarza lub też, że okresy panowania Kōrei i Kōan zostały zsumowane. Jest jednym z ośmiu cesarzy japońskich, na temat których brakuje dokładnych informacji w księgach historycznych (Kesshi Hachidai, „Osiem pokoleń bez historii”).
Mauzoleum cesarza Kōrei znajduje się w prefekturze Nara. Nazywa się ono Kataoka no Umasaka no misasagi.

## Genealogia
Ojcem Kōrei był cesarz Kōan, matką Oshihime (jap. 押媛)
- Cesarzowa: Kuwashihime no Mikoto lub Hosohime no Mikoto (jap. 細媛命)

- Syn: Ooyamatonekohikokunikuru no Mikoto (jap. 大日本根子彦国牽尊 – cesarz Kōgen)

- Konkubina: Kasuganochichihayamawakahime (jap. 春日之千千速真若比売; zapisywana także 春日千乳早山香媛)

- Córka: Chichihayahime no Mikoto (jap. 千千速比売命; – wspomniana tylko w Kojiki)

- Konkubina: Yamatonokunikahime (jap. 倭国香媛)

- Córka: Yamatototobimomosohime no Mikoto (jap. 倭迹迹日百襲媛命)
- Syn: Hikosashikatawake no Mikoto (jap. 日子刺肩別命; – wspomniany tylko w Kojiki)
- Syn: Hikoisaserihiko no Mikoto (jap. 彦五十狭芹彦命)
- Córka: Yamatototowakayahime no Mikoto (jap. 倭迹迹稚屋姫命)

- Konkubina: Haeirodo (jap. 絙某弟)

- Syn: Hikosashima no Mikoto (jap. 彦狭島命; zapisywany także 日子寤間命)
- Syn: Wakatakehiko no Mikoto (jap. 稚武彦命)

| Cesarz Kōrei | Ojciec: Cesarz Kōan         | Dziadek: Cesarz Kōshō                                               | Pradziadek: Cesarz Itoku                              |
| Cesarz Kōrei | Ojciec: Cesarz Kōan         | Dziadek: Cesarz Kōshō                                               | Prababcia: Amatoyotsuhime no Mikoto (jap. 天豊津媛命) |
| Cesarz Kōrei | Ojciec: Cesarz Kōan         | Babcia: Yosotarashihime (jap. 世襲足媛)                             | Pradziadek: ?                                         |
| Cesarz Kōrei | Ojciec: Cesarz Kōan         | Babcia: Yosotarashihime (jap. 世襲足媛)                             | Prababcia: ?                                          |
| Cesarz Kōrei | Matka: Oshihime (jap. 押媛) | Dziadek: Amatarashihikokunioshihito no Mikoto (jap. 天足彦国押人命) | Pradziadek: Cesarz Kōshō                              |
| Cesarz Kōrei | Matka: Oshihime (jap. 押媛) | Dziadek: Amatarashihikokunioshihito no Mikoto (jap. 天足彦国押人命) | Prababcia: Yosotarashihime (jap. 世襲足媛)            |
| Cesarz Kōrei | Matka: Oshihime (jap. 押媛) | Babcia: ?                                                           | Pradziadek: ?                                         |
| Cesarz Kōrei | Matka: Oshihime (jap. 押媛) | Babcia: ?                                                           | Prababcia: ?                                          |